# San Vicente de la Sonsierra
San Vicente de la Sonsierra ist eine Kleinstadt und eine Gemeinde (municipio) mit 1.014 Einwohnern (Stand: 2024) in der nordspanischen Autonomen Region La Rioja. Sie gehört zum Weinbaugebiet der Rioja Alavesa.

## Lage und Klima
Der Ort San Vicente de la Sonsierra liegt in einer Höhe von ca. 500 m im Nordwesten der spanischen Autonomieregion La Rioja am Fluss Ebro in nur knapp 12 km (Fahrtstrecke) Entfernung östlich von Haro. Die nächstgelegenen Großstädte sind Vitoria-Gasteiz (ca. 52 km nördlich) und Logroño (ca. 35 km südöstlich). Das Klima ist gemäßigt bis warm; Regen (ca. 625 mm/Jahr) fällt überwiegend im Winterhalbjahr.

## Bevölkerungsentwicklung
| Jahr      | 1857  | 1900  | 1950  | 2000  | 2018  |
| Einwohner | 2.573 | 2.616 | 2.020 | 1.104 | 1.015 |

Die zunehmende Mechanisierung der Landwirtschaft und die Aufgabe bäuerlicher Kleinbetriebe haben seit der Mitte des 20. Jahrhunderts zu einer erhöhten Arbeitslosigkeit und in der Folge zu einer Abwanderung vieler Familien in die Großstädte geführt (Landflucht). Zur Gemeinde gehören auch die noch insgesamt etwa 25 Einwohner zählenden Weiler (pedanías) Peciña und Rivas de Terseo.

## Wirtschaft

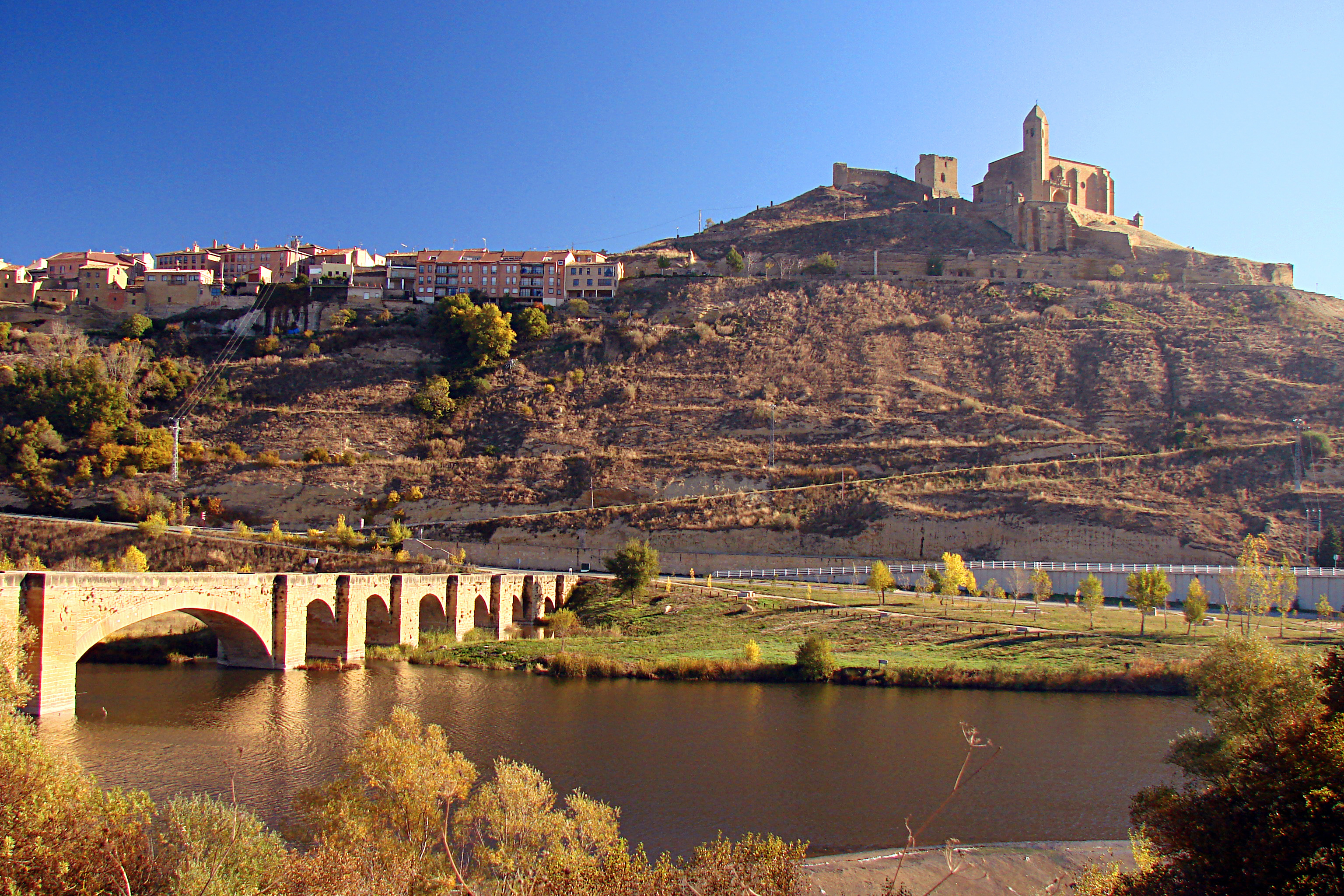
Brücke über den Ebro, Burgruine und Uhrturm

In früheren Jahrhunderten lebten viele Einwohner der Stadt als Selbstversorger direkt oder indirekt (als Handwerker und Gewerbetreibende) von der in der Umgebung betriebenen Landwirtschaft. Der seit den Zeiten der Römer betriebene Weinbau gewann vor allem im 19. Jahrhundert an Bedeutung, als sich französische Weinbauern im Ort niederließen, um dort Wein nach französischem Vorbild zu produzieren. Die im 19. Jahrhundert gebaute Eisenbahnlinie durch das Ebro-Tal führt am Ort vorbei, was sich insgesamt eher nachteilig auf seine Entwicklung auswirkte.

## Geschichte
Jungsteinzeitliche (Dolmen de la Cascaja) und eisenzeitliche (La Nava) Funde wurden auf dem Gemeindegebiet gemacht; römische, westgotische und maurische Spuren fehlen hingegen. Forscher vermuten, dass es in dem Gebiet bis ins 10. Jahrhundert hinein keine größeren Siedlungen gegeben hat, denn noch im Jahr 934 fielen Truppen des Kalifen Abd ar-Rahman III. in Navarra ein. Danach beruhigte sich die Situation etwas und es entstanden auch größere Orte, die jedoch in die – bis ins späte Mittelalter andauernden – Grenzkonflikte des Königreichs Navarra mit den Nachbarregionen Aragón und Kastilien hineingezogen wurden. Durch das militärische Eingreifen Ferdinands II. wurde Navarra im Jahr 1512 an die spanische Krone angegliedert; danach begann eine längere Periode inneren und äußeren Friedens.

## Sehenswürdigkeiten und Kultur

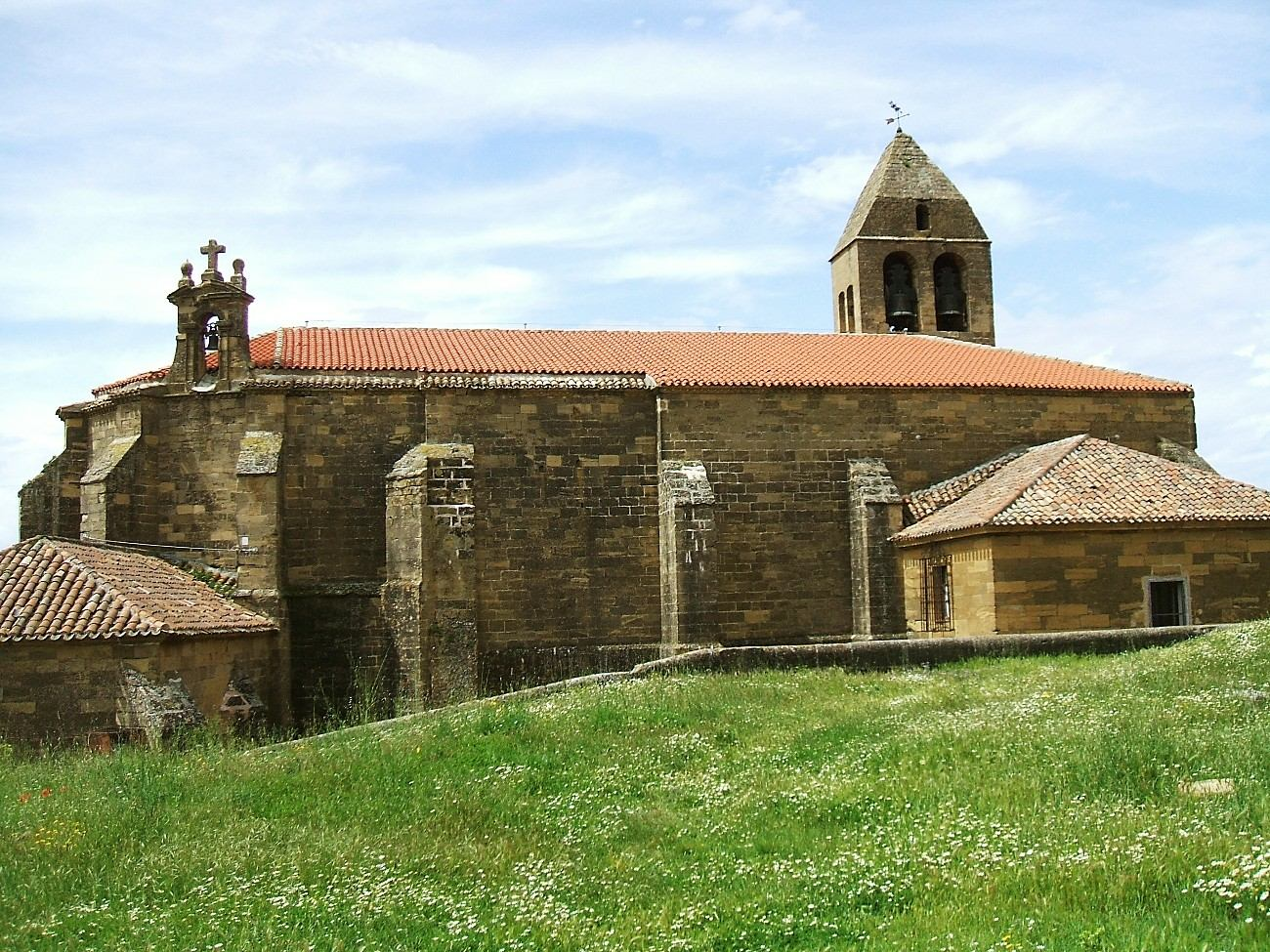
Iglesia de Santa Maria la Mayor

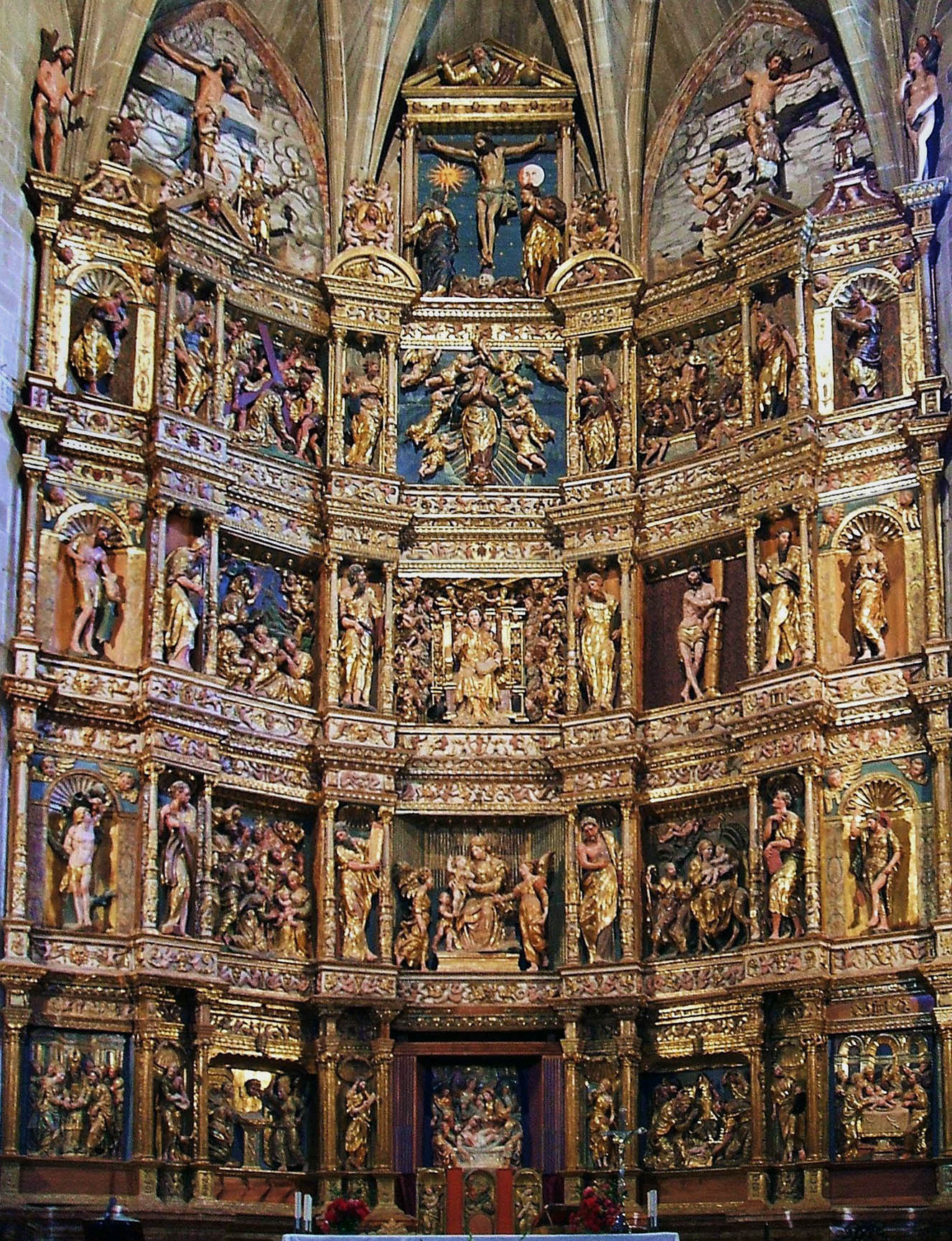
Santa María la Mayor – Retablo

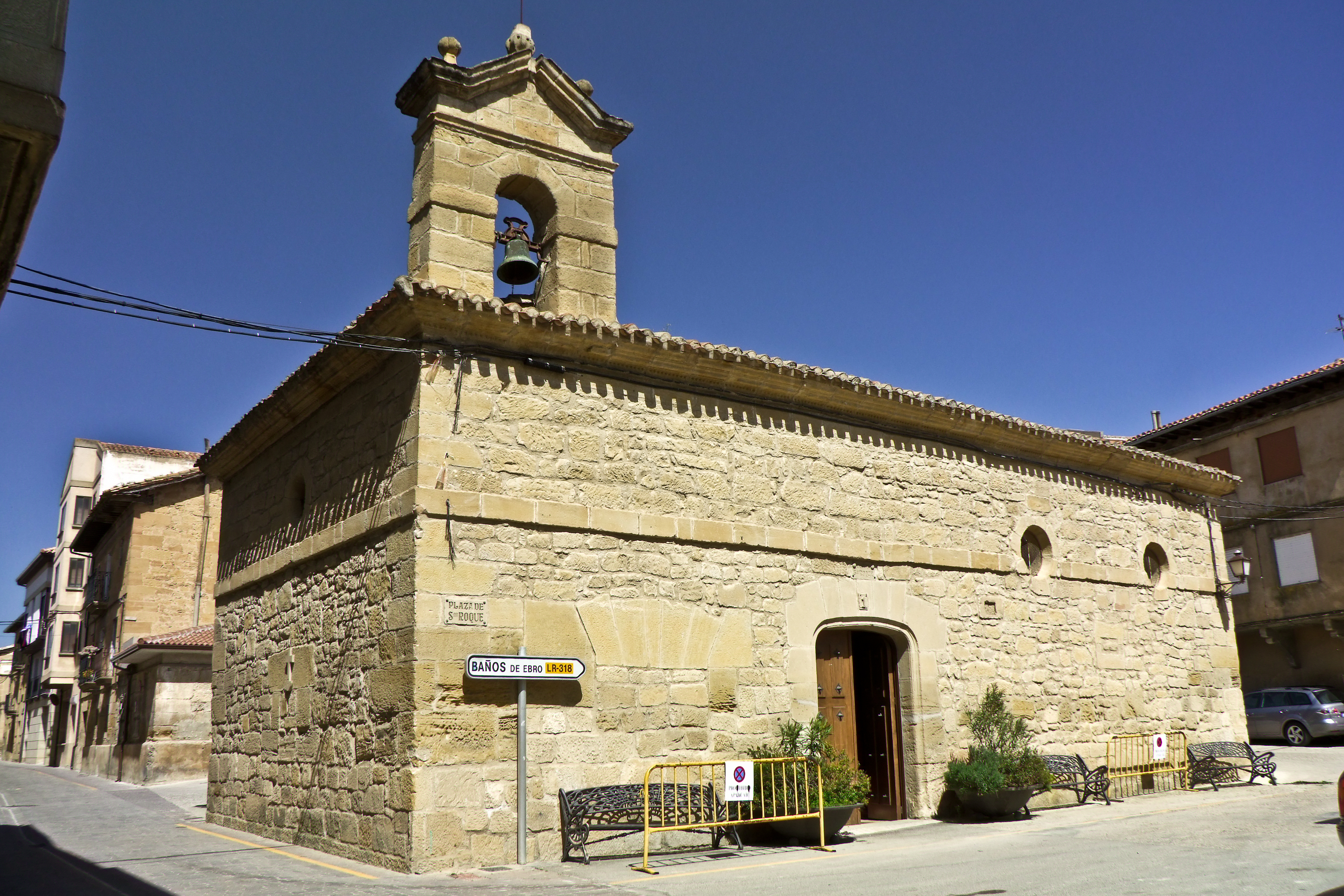
Ermita de San Roque

- Aus dem wechselvollen 12. Jahrhundert stammt die örtliche Burg (castillo), deren Mauern jedoch in den folgenden Jahrhunderten immer wieder ausgebessert oder verändert wurden. Im Jahr 1379 fielen sie und der gesamte Ort an Kastilien, doch kehrten sie bereits 8 Jahre später in den Schoß Navarras zurück. Im 15. Jahrhundert eroberten Truppen Heinrichs IV. von Kastilien die Gegend erneut. Im 16. Jahrhundert entstand der Uhrturm. Noch im 1. Karlistenkrieg (1833–1840) spielte sie eine wichtige Rolle beim Versuch der Verteidigung des Ortes. Im ausgehenden 19. und im beginnenden 20. Jahrhundert wurde sie weitgehend zerstört.
- Die in der Oberstadt befindliche Ermita de San Juan de Arriba ist die älteste (erhaltene) Kirche des Ortes. Ihre Ursprünge liegen vielleicht noch im 12. Jahrhundert, doch stammt der heutige Bau weitgehend aus dem ausgehenden 14. Jahrhundert. Seit den 1950er Jahren ist sie der Sitz der Bruderschaft (cofradía) vom Heiligen Kreuz.[5]
- Wegen ihrer reichen Ausstattung könnte die aus dem 15./16. Jahrhundert stammende Iglesia de Santa María la Mayor eine Kollegiatkirche gewesen sein. Der von Figurenreliefs umgebene spätromanische Taufstein (pila bautismal) stammt noch aus der Vorgängerkirche. Das reich mit Figuren und Gemälden bestückte imposante Altarretabel (retablo) ist der Renaissance (ca. 1550/60) zuzuordnen; es wurde im Jahr 1991 umfassend restauriert.[6]
- Die ab dem Jahr 1715 erbaute Basilica de Nuestra Señora de los Remedios ist in Wirklichkeit nur einschiffig. Markant sind der oktogonale Tambour über der Vierung und das spätbarocke Altarretabel in der Apsis. Eine sitzende Madonnenfigur stammt aus dem 15. Jahrhundert.
- Die im Ortszentrum aus Bruchsteinen errichtete, insgesamt eher blockhaft wirkende Ermita de San Roque ist dem hl. Rochus von Montpellier geweiht und stammt aus dem 17./18. Jahrhundert.[7]
- Die Steinbrücke über den Ebro stammt mit Sicherheit aus dem Mittelalter, doch wurde sie immer wieder ausgebessert; die beiden inneren Segmentbögen entstanden während eines Neubaus dreier mittlerer Brückenpfeiler im späten 18. Jahrhundert.[8]

Umgebung
- Der im Jahr 1954 entdeckte Dolmen de la Cascaja befindet sich am Fuß eines Berges etwa 4 km nordöstlich des Ortes in ca. 600 m Höhe. Ein schmaler Gang führt in eine etwas geräumigere Grabkammer im Innern.[9]
- Auf dem Weg zwischen den Weilern Peciña und Rivas de Tereso befindet sich der ca. 3,35 m hohe, 3,25 m breite und ca. 0,52 m dicke Menhir de la Peña Lacha.[10]
- Die Wallfahrtskirche Santa María de La Piscina beim Weiler Peciña gehört zu den schönsten Bauten der Romanik in der Rioja.
- In ihrer unmittelbaren Umgebung wurde die mittelalterliche Nekropole von Peciña mit zahlreichen in den Felsboden hineingehauenen Grabkisten entdeckt.
- Die Ermita de San Martín de Nava stammt wahrscheinlich noch aus dem 12./13. Jahrhundert. Das Portal zeigt einen Hufeisenbogen, der mit mozarabischer Architektur in Verbindung gebracht wird.[11]